# Sinal de ajuda
1. Mostre a palma da mão, com o polegar encostado na palma da mão.
2. Abaixe os demais dedos, ocultando o polegar.

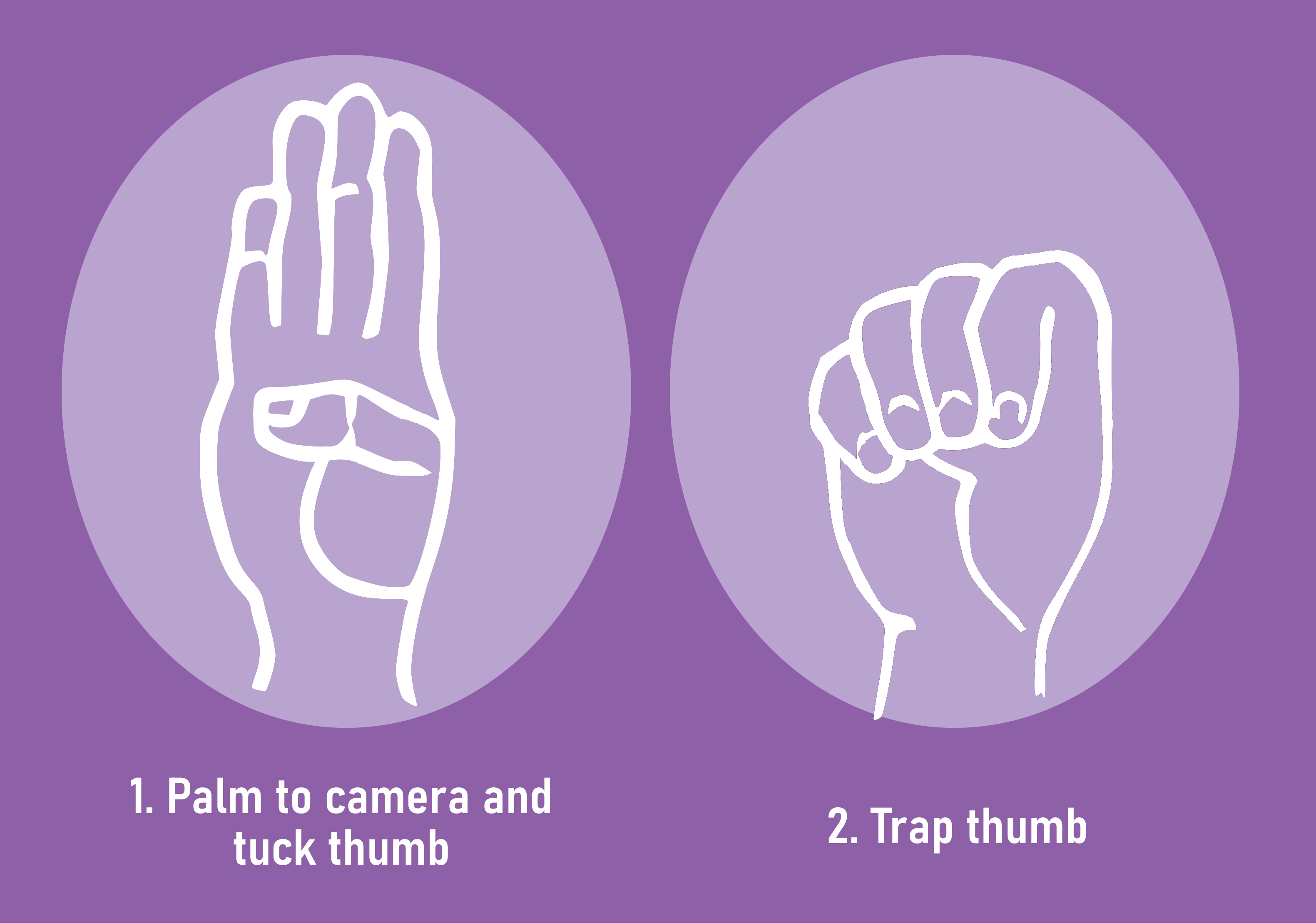
O Sinal de Ajuda:

O sinal de ajuda ou também sinal de violência doméstica é um gesto de uma mão que pode ser usado por um indivíduo para alertar os outros de que ele se sente ameaçado e precisa de ajuda por meio de uma chamada de vídeo ou pessoalmente. Foi originalmente criado como uma ferramenta para combater o aumento dos casos de violência doméstica em todo o mundo como resultado das medidas de auto-isolamento relacionadas à pandemia de COVID-19.
O sinal é realizado mostrando a palma de uma das mãos, com o polegar encostado na palma da mão e, em seguida, dobrando os demais dedos para baixo, ocultando simbolicamente o polegar. Foi intencionalmente projetado como um único movimento de mão contínuo, em vez de um sinal mantido em uma posição, que poderia ser facilmente visível.
O Sinal de Ajuda foi apresentado pela primeira vez no Canadá pela Canadian Women's Foundation em 14 de abril de 2020, e em 28 de abril de 2020 nos Estados Unidos pela Women's Funding Network (WFN). Recebeu elogios generalizados de organizações de notícias locais, nacionais e internacionais por ajudar a fornecer uma solução moderna para o aumento dos casos de violência doméstica.
O sinal foi reconhecido por mais de 40 organizações no Canadá e nos Estados Unidos como uma ferramenta útil para ajudar a combater a violência doméstica.
Abordando as preocupações de que os abusadores possam tomar conhecimento de tal iniciativa online generalizada, a Canadian Women's Foundation e outras organizações esclareceram que esse sinal não é "algo que vai salvar o dia", mas sim uma ferramenta que alguém poderia usar para obter ajuda.
Instruções sobre o que fazer se um indivíduo vir o sinal e como fazer o check-in com segurança também foram criadas.